# Plean Castle
Plean Castle, auch Plean Tower, Cock-a-bendy Castle, Mengie Castle, Menzies Castle oder Plane Castle, ist ein Tower House mit angebautem Landhaus in der schottischen Council Area Stirling. Das Tower House stammt aus dem 15. Jahrhundert, das Landhaus aus dem 16. Jahrhundert.

## Geschichte
König Robert the Bruce verlehnte das Baronat Plean (oder Plane) kurz nach 1314 an John d'Erth. Die Burg ließ vermutlich Lord Somerville bauen, der die Ländereien von Plean 1449 durch Heirat erwarb.
Das Landhaus wurde um 1528 errichtet. 1643 verkaufte James Somervell, 8. Lord of Plane, Baronat und Ländereien, um seine Schulden zu begleichen. Burg und Landhaus fielen an die Nicholsons und dann an die Elphinstones, aber beide Gebäude verfielen. Im Zuge des Jakobitenaufstandes 1745 waren Truppen auf dem Anwesen einquartiert.
Sir David Menzies ließ die Gebäude 1908 restaurieren, aber in den 1930er-Jahren wurden sie schon nicht mehr genutzt. In den Jahren 1991–1997 veranlassten Nancy und John Patrick Wright und ihre Söhne eine weitere Renovierung, um ein Heim für sich und ein Ferienhaus zu schaffen.

## Beschreibung
Plean Castle hatte ursprünglich drei Vollgeschosse und ein Dachgeschoss, sowie eine hervorstehende Brüstung. Der Rittersaal befindet sich im Tower House; er hat bemalte Deckenbalken und einen großen, offenen Kamin. Auf dem Grundstück befinden sich ein Skulpturengarten und ein großer Teich.
Historic Scotland hat Plean Castle als historisches Bauwerk der Kategorie B gelistet.